# Норвегия на зимних Олимпийских играх 1960
Норвегия принимала участие в зимних Олимпийских играх 1960 года и завоевала три золотых и три серебряных медали.

## Медалисты
| Медаль  | Спортсмен                                                      | Вид спорта         | Дисциплина                |
| ------- | -------------------------------------------------------------- | ------------------ | ------------------------- |
| Золото  | Хокон Брусвеэн                                                 | Лыжные гонки       | Мужчины, 15 км            |
| Золото  | Роальд Ос                                                      | Конькобежный спорт | Мужчины, 1500 м           |
| Золото  | Кнут Йоханнесен                                                | Конькобежный спорт | Мужчины, 10.000 м         |
| Серебро | Хокон Брусвеэн Харальд Грённинген Хальгейр Бренден Эйнар Эстбю | Лыжные гонки       | Мужчины, эстафета 4×10 км |
| Серебро | Тормод Кнутсен                                                 | Лыжное двоеборье   | Мужчины                   |
| Серебро | Кнут Йоханнесен                                                | Конькобежный спорт | Мужчины, 5.000 м          |